# Bernd Riexinger
Bernd Riexinger (Leonberg, 30 ottobre 1955) è un politico tedesco, leader del partito Die Linke dal 2012 al 2021 insieme a Katja Kipping.

## Biografia
Pacifista convinto, rifiutò il servizio militare. Fino al 1980 lavorò in banca 
e dal 1980 al 1990 fece parte del consiglio di fabbrica della Leonberger Bausparkasse. Nel 1991 divenne funzionario sindacale. Riexinger è un membro dell'iniziativa per la creazione di reti tra sinistre sindacali ed è attivo nel Social Forum in Germania.
Nel 2003, Riexinger fu tra i promotori delle proteste di massa contro l'Agenda 2010 del governo federale.
Riexinger fu direttore esecutivo della divisione di Stoccarda del sindacato Ver.Di, nonché membro del comitato esecutivo della Die Linke nel Baden-Württemberg e in precedenza del comitato esecutivo del partito Lavoro e Giustizia Sociale - L'Alternativa Elettorale (che divenne parte della Die Linke nel 2007) in Baden-Württemberg.
Il 30 maggio 2012 annunciò la sua candidatura come Presidente della Die Linke e il 2 giugno 2012 fu eletto a questa carica insieme a Katja Kipping con il 53,5% dei voti dei delegati. Mantenne tale ruolo fino al 2021.